# گروه دراگون
گروه دراگون (انگلیسی: Dragon Group) شرکت خوشه‌ای بنگلادشی است، که در سال ۱۹۹۴ تأسیس شد.